# Hardecourt-aux-Bois
Hardecourt-aux-Bois is een gemeente in het Franse departement Somme (regio Hauts-de-France) en telt 74 inwoners (2009). De plaats maakt deel uit van het arrondissement Péronne.

## Geografie
De oppervlakte van Hardecourt-aux-Bois bedraagt 5,2 km², de bevolkingsdichtheid is dus 14,2 inwoners per km².
De onderstaande kaart toont de ligging van Hardecourt-aux-Bois met de belangrijkste infrastructuur en aangrenzende gemeenten.

## Demografie
Onderstaande figuur toont het verloop van het inwonertal (bron: INSEE-tellingen).